# トムのガールフレンド
『トムのガールフレンド』(The Mouse Comes to Dinner、1945年5月5日)はトムとジェリーの作品のひとつ。日本においてはパブリックドメインである。

## スタッフ
- 監督 - ウィリアム・ハンナ、ジョセフ・バーベラ
- 製作 -フレッド・クインビー（初公開版ではクレジット無し）
- 共同製作 - ウィリアム・ハンナ（クレジット無し）
- 脚本 - ウィリアム・ハンナ、ジョセフ・バーベラ（全員クレジット無し）
- 原画 - ケネス・ミューズ、ピーター・バーネス、レイ・パターソン、アーヴン・スペンス
- 原画補 - バーニー・ポスナー（クレジット無し）
- レイアウト - ハービー・アイゼンバーグ（クレジット無し）
- 音楽 - スコット・ブラッドリー
- 彩色プロセス - テクニカラー
- 録音プロセス - ウェスタン・エレクトリック
- 制作 - メトロ・ゴールドウィン・メイヤー・カートゥーン・スタジオ（英語版）
- 配給 - メトロ・ゴールドウィン・メイヤー、ロウズ・シアター

## 作品内容
今日は大事なお客様が来るパーティ。お手伝いさんはお客様を迎えるためにテーブルの上に忙しくご馳走を並べていた。それを見たトムとジェリーは大喜び。
ジェリーは一目散にご馳走を食べ始める。その一方でトムはガールフレンドのトゥードルに電話し食事に誘う。
やって来たトゥードルとトムは早速食事を楽しみ始めるが、ボーイ扱いされて怒ったジェリーは、トムにスープを吹きかけたり、尻尾をご馳走に見立てて食べさせたりとイタズラを仕掛ける。
そんな中、トムは食事中のトゥードルを抱きしめようとする。しかしダサいという理由で嫌がられ、肘鉄砲を喰らうトム。ジェリーがそれをからかう。怒ったトムはジェリーを再びボーイ扱いし、それが原因でトゥードルまでもを巻き込んだパイ投げへと発展していく。
騒ぎが続く中、ジェリーはトムの尻尾に火をつける。トムはのんきにタバコを吸うが着火したのがようやく自分の尻尾だと気づく。慌てたトムは氷の入ったバケツで尻尾を冷やそうとするが、ジェリーがバケツをアルコールランプにすり替える。どこからか焦げ臭い匂いがするので「ねえ、何か(料理が)焼いてるの？」ととぼけるトムに「あなたよ、おバカさん」と答えるトゥードル。それを聞いたトムは自分の尻尾が丸焦げになっていることに気づき、あまりの熱さに頭を天井にぶつけヘロヘロになってしまう。
ジェリーはそんなトムをローストターキーのごとく飾り立て、「S.S.DRIP」（S.Sは蒸気船、Dripはスラングで「退屈な」の意を持つ）と書き付ける。かくて舟に見立てられたトムはトゥードルより尻にシャンパンを叩きつけられ、進水式よろしくパンチボウルの中に沈められていくのであった。

## 登場キャラクター
トム
恋人のトゥーツを電話で食事会に誘い、トゥーツの前では（ご馳走を勝手に食べていた）ジェリーを召し使いとして酷使。だがジェリーから反撃を喰らったのをきっかけにトゥーツをパイ投げへと巻き込み（投げ返したパイがジェリーにかわされてトゥーツへ命中し）、やがてジェリーの策略により尻尾にロウソクの火を点けられ・アルコールランプ上に座らされて尻尾を焼かれる。最後は「マヌケ号」として舟に仕立て上げられ、パンチボウルの中に沈められた。
ジェリー
お手伝いさんが並べたご馳走を勝手に食べているところをトムに見つかって懲らしめられ、トゥーツが来るとトムに召し使いとして酷使される。だがその後パイ投げをしたり・フォークやビンの破片で尻を突いてトムへ反撃を仕掛け、「トムの尻尾にロウソクの火を点け、アルコールランプ上にトムを座らせて尻尾を焼く仕返し」でとどめを刺す。最後はトゥーツと意気投合してトムを退治した。
トゥーツ
「バラ色の人生」で初登場した、トムの恋人である雌猫。電話で食事に誘われてトムの家へ赴き、酔っ払って執拗に抱きしめようとするトムをハンマーで殴る。その後はジェリーの反撃に端を発したパイ投げに巻き込まれ、最後はジェリーと意気投合してトムを退治した。
お手伝いさん
お客様を迎えるべく食事を作り食卓へ並べる。なお本作品では冒頭で鼻歌を歌うのみでセリフを一切言っておらず、食卓を荒らしたトムを咎める場面もない（「台所戦争」でも同様）。